# Ferschnitzbach
Der Ferschnitzbach ist ein rechter Zufluss zur Ybbs bei Ferschnitz in Niederösterreich.

## Beschreibung
Der Bach entsteht bei Senftenegg durch den Zusammenfluss von Grubbach als rechten und Gafringbach als linken Quellbach. Der Grubbach entwässert die Nordseite des Reidlingberges (633 m ü. A.) und nimmt in seinem Verlauf auch den Habergbach mit, der Gafringbach entspringt beim Hochkogel (711 m ü. A.) und nimmt links den Aigenbach und rechts den Bach von Pyhrafeld auf. Der Ferschnitzbach passiert sodann ostseitig den namensgebenden Ort Ferschnitz und nimmt etwas unterhalb bei Innerochsenbach den Ochsenbach auf, der südlich von Ochsenbach in einem östlichen Ausläufer des Haberges entspringt, der sich bis knapp vor Steinakirchen am Forst erstreckt. Ein erwähnenswerter Zunringer zum Ochsenbach ist der Windischenbach, der Windischendorf entwässert.
Der Ferschnitzbach mündet schließlich nordöstlich von Ferschnitz zwischen Truckenstetten und Weinzierl in die Ybbs. Insgesamt umfasst sein Einzugsgebiet 35,8 km² in großteils offener Landschaft.
Die erste urkundliche Nennung erfolgte um 1000 als in flumen Flesnici. Der Name stammt aus dem slawischen und bedeutet 'rasender, tobender Bach'.